# 가라포고이
가라포고이(加羅布古伊, ?~?)는 일본으로 귀화한 신라인이다.

## 생애
《일본후기》(日本後紀)에 의하면 814년에 귀화한 신라인 가라포고이 등 6명을 미농국(美濃國)에 배치했다고 한다.
이 당시 신라와 일본은 사이에 정상적인 교류가 이루어지지 않았기에 일본으로 표류한 인물로 추정된다.